# 浅野孝
浅野 孝（あさの たかし、1937年2月7日 - ） は、日本出身でアメリカ合衆国の環境工学者。カリフォルニア大学デービス校名誉教授。

## 人物・経歴
北海道札幌市生まれ。北海道札幌南高等学校卒業後、1959年北海道大学農学部農芸化学科卒業。1965年カリフォルニア大学バークレー校工学部土木・環境工学科工学修士（M.S.E.）。1970年ミシガン大学土木環境工学科工学博士（Ph.D.）。1978年から1999年までカリフォルニア州水資源管理局水質高度利用専門官兼務。1981年カリフォルニア大学デービス校教授。2002年カリフォルニア大学デービス校名誉教授。2009年科学技術振興機構水領域アドバイザー。

## 受賞・栄誉
- 1999年 - 米国水環境連盟ジャック・エドワード・マッキー・メダル[1]
- 2001年 - ストックホルム水賞[1]
- 2003年 - 水資源功績者[4]
- 2004年 - 北海道大学名誉博士[1]
- 2008年 - カディス大学名誉博士[1]
- 2009年 - 瑞宝重光章[1]